# Marcel Dossogne
Marcel Dossogne, né le 5 octobre 1944 à Huy, est un acteur belge de cinéma, de télévision et de théâtre.

## Filmographie partielle

### Cinéma
- 2001 : Mauvais Genres de Francis Girod

### Télévision
- 1978 : L'Équipage d'André Michel
- 2000 : Juste une question d'amour de Christian Faure
- 2000 : Sans famille de Jean-Daniel Verhaeghe
- 2002 : La Torpille de Luc Boland
- 2003 : Un homme par hasard de Édouard Molinaro
- 2003 : Les Thibault de Jean-Daniel Verhaeghe
- 2008 : Françoise Dolto, le désir de vivre de Serge Le Péron